# تیپی واکر
تیپی واکر (به انگلیسی: Tippy Walker) (زاده ۱۹ فوریه ۱۹۴۷) بازیگر آمریکایی است.
از فیلم‌های معروف او می‌توان به بازی در فیلم جنیفر در ذهن من اشاره کرد.